# Edmonton Oil Kings (WCHL)
Edmonton Oil Kings byl kanadský juniorský klub ledního hokeje, který sídlil v Edmontonu v provincii Alberta. V letech 1951–1976 a 1978–1979 působil v juniorské soutěži Western Hockey League. Před vstupem do WHL působil ve Western Canada Junior Hockey League a Central Alberta Hockey League. Své domácí zápasy odehrával v hale Edmonton Gardens s kapacitou 5 200 diváků. Klubové barvy byly červená, modrá a bílá.
Nejznámější hráči, kteří prošli týmem, byli např.: Bryan Hextall, Johnny Bucyk, Norm Ullman nebo Glen Sather.

## Úspěchy
- Vítěz Memorial Cupu ( 2× )
  - 1963, 1966
- Vítěz WHL ( 2× )
  - 1970/71, 1971/72

## Přehled ligové účasti
Zdroj: 
- 1951–1956: Western Canada Junior Hockey League
- 1956–1965: Central Alberta Hockey League
- 1965–1966: Alberta Senior Hockey League
- 1966–1967: Canadian Major Junior Hockey League
- 1967–1968: Western Canada Junior Hockey League
- 1968–1976: Western Canada Hockey League (Západní divize)
- 1976–1978: bez soutěže
- 1978–1979: Western Hockey League (Východní divize)